# Ĵomart et Nataŝa
Ĵomart et Nataŝa sont un duo de chanteurs kazakhs chantant en espéranto des chansons tristes et romantiques.
Ils se rencontrent en 1985 à Chymkent (Kazakhstan) dans une école où Ĵomart enseignait l'espéranto. Ils se marient en 1991, puis déménagent en Suède où ils vivent actuellement.
Ĵomart chante et joue de la guitare, Nataŝa joue de la flute et l'accompagne parfois dans le chant. Leur musique relève à la fois de la musique pop et de la musique populaire.
Leur fille Carina (eo) a également publié un album solo à 14 ans, Carina kantas por vi en Esperanto.

## Albums

### Vinyle
1989 : Debuto en eksterlando, connu également sous le nom Somera mondo, édité par Melodia

### Autres chansons
- Jen estas tridek
- Folioj de mia memoro
- Urbeto
- Esti sola
- Fervojbileton mi acxetos
- Hodiaux demandis vi
- Mi ne volas foriri
- Rivero de l'nia vivo
- Nia trajno
- Mia kara amik' (paroles de Michel Povorin)
- Samarkand'
- Vinilkosmo-kompil’ (1995) contient leur chanson Papago.